# Хуан Паласиос
Хуан Паласиос (шп. Juan Diego Tello Palacios; Медељин, 11. мај 1985) је колумбијски кошаркаш. Игра на позицији крилног центра. 

## Биографија
Колеџ кошарку играо је на америчком универзитету Луивил за екипу Луивил кардиналса у периоду од 2004. до 2008. године. 
На НБА драфту 2008. није изабран, па је професионалну каријеру започео у Европи. Прве 4 године дестинација била му је Шпанија, а сезону 2008/09. проводи у тамошњем друголигашу Вик. Наредне три сезоне био је играч Гран Канарије, али је прве две провео на позајмици у друголигашу Ла Палма. У сезони 2012/13. вратио се у Колумбију и играо за тим Герерос де Богота. У јануару 2013. ангажовао га је француски Нантер са којим је пар месеци касније освојио и национално првенство. Сезону 2013/14. је провео у литванском Лијетувос ритасу. У августу 2014. је постао члан Пинар Каршијаке и са њима провео наредне две сезоне.

## Успеси

### Клупски
- Нантер:
  - Првенство Француске (1): 2012/13.

- Каршијака:
  - Првенство Турске (1): 2014/15.

### Појединачни
- Најкориснији играч Првенства Литваније (1): 2013/14.